# 요지 야마모토
요지 야마모토 (山本 耀司, やまもと ようじ,1943년 10월 3일 출생)는 일본의 패션 디자이너이다. 요지 야마모토 (ヨウジヤマモト, Yohji Yamamoto)라는 이름으로 고급 기성복 브랜드를 전개하고 있다.

## 영화
- 도시와 모드의 비디오 노트 (都市とモードのビデオノート) "Notebook on Cities & Clothes"（1989년 감독 빔 벤더스） ‐ 출현

## 저서
- 『Talking to Myself』（2002년 Steidl사）
- 『My Dear Bomb』（2011년 Ludion사 이와나미 서점）
- 『옷을 만들다 - 모드를 넘어서』（2014년 중앙공론사）듣는 사람 : 미야치 이즈미 2019년 증보 신판

## 관련 서적
- 와시다 세이이치 (鷲田清一)『고작 옷, 옷, 요오드 산모토론』（2010년 집영사）
- 『Fashion News（패션 뉴스）2011년 3월호 증간 특집・야마모토요오지 다시 한번 물어봐요, 요오지』（2011년　INFAS 퍼블리케이션즈）
- 『Yamamoto & Yohji』（2014년　RIZZOLI）